# Кротит
Кротит — мінерал, що складається з кальцію, алюмінію і кисню з молекулярною формулою CaAl2O4. Є диморфом низького тиску (диморф високого тиску — дмитрійівановіт).
Мінерал виявлено в 2011 році, у багатому кальцієво-алюмінієвому включенні хондритового метеориту, що приземлився у північно-західній Африці.
Ім'я мінералу було прийнято Міжнародною мінералогічною асоціацією на честь Олександра Н. Крота, дослідника у галузі космохімії гавайського університету в Маноа.
Вчені виявили, що цей мінерал утворюється при високих температурах (не менше 1500°С) та низькому тиску. Ці умови формування узгоджуються з гіпотезою у тому, що частки кротиту, знайдені у метеориті, утворилися як високотемпературного конденсату сонячної туманності (з якої утворилася сонячна система близько 4,6 млрд років тому). Таким чином, вони, ймовірно, є одними із найстаріших мінералів, утворених у сонячній системі.
Ймовірно, включення нагадувало «яйце, що тріснуло», тому що його краї були в тріщинках, заповнених гідроксидами гідроксидами заліза і алюмінію. Дослідники припускають, що кальцієво-алюмінієвий комплекс був оточений гарячим газом, який прореагував з кристалами кротиту на поверхні включення. Швидше за все, тріщини були заповнені гідрованими оксидами в результаті вивітрювання, яке сталося після приземлення метеориту.